# Saint-Offenge-Dessus
Saint-Offenge-Dessus és un antic municipi francès, situat al departament de la Savoia i a la regió d'Alvèrnia-Roine-Alps. L'any 2007 tenia 263 habitants.
Des de l'1 de gener de 2015, Saint-Offenge-Dessus va fusionar amb Saint-Offenge-Dessous i conformen el municipi nou de Saint-Offenge.

## Demografia

### Població
El 2007 la població de fet de Saint-Offenge-Dessus era de 263 persones. Hi havia 99 famílies de les quals 25 eren unipersonals (21 homes vivint sols i 4 dones vivint soles), 21 parelles sense fills, 45 parelles amb fills i 8 famílies monoparentals amb fills.
La població ha evolucionat segons el següent gràfic:
Habitants censats

### Habitatges
El 2007 hi havia 137 habitatges, 99 eren l'habitatge principal de la família, 30 eren segones residències i 8 estaven desocupats. 132 eren cases i 5 eren apartaments. Dels 99 habitatges principals, 90 estaven ocupats pels seus propietaris, 5 estaven llogats i ocupats pels llogaters i 3 estaven cedits a títol gratuït; 1 tenia una cambra, 1 en tenia dues, 16 en tenien tres, 30 en tenien quatre i 50 en tenien cinc o més. 86 habitatges disposaven pel capbaix d'una plaça de pàrquing. A 33 habitatges hi havia un automòbil i a 60 n'hi havia dos o més.

### Piràmide de població
La piràmide de població per edats i sexe el 2009 era:
| Homes | Edats   | Dones |
| ----- | ------- | ----- |
| 0     | 95 o +  | 0     |
| 0     | 90 a 94 | 0     |
| 0     | 85 a 89 | 0     |
| 0     | 80 a 84 | 0     |
| 0     | 75 a 79 | 4     |
| 8     | 70 a 74 | 4     |
| 12    | 65 a 69 | 8     |
| 4     | 60 a 64 | 8     |
| 4     | 55 a 59 | 4     |
| 12    | 50 a 54 | 4     |
| 8     | 45 a 49 | 8     |
| 12    | 40 a 44 | 0     |
| 12    | 35 a 39 | 8     |
| 4     | 30 a 34 | 12    |
| 12    | 25 a 29 | 0     |
| 0     | 20 a 24 | 0     |
| 4     | 15 a 19 | 4     |
| 8     | 10 a 14 | 4     |
| 4     | 5 a 9   | 12    |
| 8     | 0 a 4   | 4     |

## Economia
El 2007 la població en edat de treballar era de 164 persones, 130 eren actives i 34 eren inactives. De les 130 persones actives 123 estaven ocupades (75 homes i 48 dones) i 7 estaven aturades (2 homes i 5 dones). De les 34 persones inactives 13 estaven jubilades, 7 estaven estudiant i 14 estaven classificades com a «altres inactius».

### Ingressos
El 2009 a Saint-Offenge-Dessus hi havia 109 unitats fiscals que integraven 289 persones, la mediana anual d'ingressos fiscals per persona era de 18.412 €.

### Activitats econòmiques
Dels 15 establiments que hi havia el 2007, 3 eren d'empreses de construcció, 3 d'empreses de comerç i reparació d'automòbils, 1 d'una empresa d'hostatgeria i restauració, 2 d'empreses d'informació i comunicació, 5 d'empreses de serveis i 1 d'una entitat de l'administració pública.
Dels 3 establiments de servei als particulars que hi havia el 2009, 1 era un guixaire pintor, 1 electricista i 1 empresa de construcció.
L'any 2000 a Saint-Offenge-Dessus hi havia 8 explotacions agrícoles.

## Equipaments sanitaris i escolars
El 2009 hi havia una escola elemental.

## Poblacions més properes
El següent diagrama mostra les poblacions més properes.